# Демидов, Никита Никитич
Никита Никитич Демидов (1688—1758) — российский промышленник, служащий Берг-коллегии, статский советник. Младший сын Никиты Демидова, основателя промышленной династии, и брат Акинфия Демидова.
Фигура Никиты Никитича особого внимания биографов не привлекала. Почти все, что о нём в этом плане написано — побочный продукт исследований, посвященных истории промышленности. Показательны слова крупнейшего специалиста в генеалогии Демидовых Е. И. Красновой, в одной из новейших, 2000-го года, публикаций отозвавшейся о нём как о человеке, «о котором почему-то мало кто знает».

## Биография
Никита Никитич родился в 1688 году. Сведений о его детстве и юности нет никаких.
В 1711 году (раздельная запись от 23 марта) Никита был выделен отцом из своего хозяйства с передачей Никите в собственность тульского двора в Оружейной слободе на берегу реки Упы, нескольких лавок поблизости от него и в торговых рядах и Перевинских (или Перевидских) винных заводов.
Несмотря на отсутствие поддержки со стороны отца, Никита решил посвятить себя, как и он, промышленному предпринимательству. В 1716 или 1717 году он за 1000 рублей купил у отца и брата Григория Дугненский (Верхний) доменный и молотовый завод на реке Дугне в Алексинском уезде. Поскольку тот находился в нерабочем состоянии, он отстроил его заново (с переносом вниз по реке) и пустил в феврале 1718 года. Через год, однако, из-за повреждения плотины, завод остановился. Лишь в январе 1720 г. домна была задута вновь. Завод расширялся: хозяин построил вторую домну, получил разрешение строить третью. В 1720-х годах он выпускал железо различных сортов (полосное, дощатое, брусчатое, связное) и изделия бытового назначения, преимущественно, чугунное литьё. Торговыми партнерами, закупавшими продукцию, выступали купцы из Москвы, Петербурга, Тулы, других городов России. Изделия направлялись в Москву, Смоленск, Бахмут, Астрахань, Петербург, Великие Луки и другие города.
Никита Никитич отличался крутым нравом, и в его деревнях и на заводах часто вспыхивали крестьянские бунты.
Далеко не всегда оставаясь покорным сыном, Никита Никитич был прилежным учеником своего отца. Немалые усилия прилагал он, чтобы вслед за ним проторить дорогу на Урал. В 1720 году отец даже подал властям челобитную, в которой, трактуя действия младших сыновей, как направленные против него происки, просил остановить их, в противном случае пугал ослушников отцовским проклятием. Показательно, что хотя в документе говорится о двух сыновьях, конкретные обвинения предъявлены только младшему. Закрепиться на Урале Никите Никитичу удалось только в начале 30-х годов, уже после смерти отца.

### Служба в Берг-коллегии
23 декабря 1723 году Берг-коллегия предложила своему московскому отделению для сбора налога и штрафов (за задержки) послать по заводам особого подьячего с солдатами. А некоторое время спустя — поручила сбор десятины Никите Никитичу Демидову, передав подьячего с солдатами непосредственно в его распоряжение.
Точную дату прихода Никиты Никитича Демидова в берг-коллегию обнаруживаем в распоряжении Берг-коллегии тульскому воеводе Михаилу Шепелеву от 4 февраля 1729 года. В нём названа и дата и главная цель привлечения заводчика: «а в прошлом 726 году февраля 23 дня по определению Берг-коллегии велено помянутому дворянину Демидову быть в Туле у десятинного с кампанейских заводов збора яко цегентнеру и показать в том Его императорскому величеству верную службу».
Никита Никитич Демидов прекрасно знал техническую сторону производства, на практике знал его экономику, был лично знаком с подавляющим большинством промышленников (всех уровней), которые интересовали Берг-коллегию, знал историю и состав принадлежавших им промышленных хозяйств. Что это было именно так, говорит, в частности, избрание его в качестве «первого и старшего» в годовую службу на 1722 год в группе из семи оружейников «для отправления во Оружейной слободе мирских людей собъственных дел, и между ими всякого щету, для выбору в надзиратели, в целовальники и в оную службу ко оружейным и протчим государевым делам».
Должность обер-цегентнера (сборщика налога) присутствовала уже в разработанном Берг-коллегией предварительном штате Московского обер-берг-амта.
У его брата Акинфия в год смерти отца (1725) было 7 заводов (один в Туле и шесть на Урале). У Никиты Никитича — только один, Дугненский, купленный, как уже говорилось, в 1717 году, перестроенный и пущенный в 1718 году. 4 февраля 1726 года Берг-коллегия дала разрешение на строительство на нём второй домны. Ею планы мануфактуриста в отношении Дугненского завода не исчерпывались: в одном документе 1727 года сказано, что «к прежде заведеным ево заводам на речке Дугне по указу, данному из Берг-коллегии в прошлом 726 году, велено ему построить третью домню». Неизвестно, удалось ли реализовать это намерение, но об отведении под копку руды для третьей домны участка в Малиновой засеке Демидов в следующем 1727 г. хлопотал весьма энергично. В феврале 1726 года Демидов получил разрешение и на строительство нового передельного завода (на реке Брыне). Последний был пущен около 1728 года.
Преодолевая сопротивление сменившего отца старшего брата, Никита Никитич упорно продолжал пробиваться на Урал. Итогом борьбы явился полюбовный раздел записанных ранее за одним Акинфием нескольких перспективных заводских мест. Никите досталось одно — на реке Шайтанке. 9 июля 1730 года Берг-коллегия дала ему разрешение на строительство здесь завода, начатое в следующем году и законченное пуском домны 1 декабря 1732 года. Так, у Демидова появился Шайтанский завод. В 1731 году Демидов предпринял попытку освоить и медеплавильное производство: приобрёл у Д. И. Тряпицына Давыдовский завод на реке Давыдовке в Казанском уезде. Опыт оказался не слишком удачным: приблизительно через три года завод пришлось остановить.
Никита Никитич Демидов в период службы в Берг-коллегии был энергичным, быстро развивающийся предпринимателем, стремящийся сократить разрыв с обогнавшим его братом. Его хозяйство находится в стадии становления, развития; в него, судя по всему, вкладывается и львиная доля прибыли. Возможно, именно об этом свидетельствует эпизод, упоминаемый в документах тульского (в Оружейной слободе) двора Никиты Никитича Демидова: посланный к нему осенью 1724 года солдат, не застав Демидова, решил, согласно инструкции, забрать с собой в канцелярию кого-нибудь из его людей, таковых в доме не оказалось: разговаривавшая с посланцем жена заводчика сказала, что кроме единственной девки в доме никого больше нет. Видно не велики были у Никиты тульские его хоромы, не многочисленна жившая в них дворня, если время от времени они почти совершенно пустели (или, не выходя за границы правдоподобия, можно было утверждать, что они пусты).
По поведению Демидова в ряде эпизодов видно, насколько он оторвался от Тульской оружейной слободы. Он, живя среди оружейников, уже не боится пойти наперекор им, выступая проводником изменений, слободе невыгодных, встречаемых ею буквально в штыки. В спорах с мелким производителем Н. Н. Демидов последовательно проводил прогосударственную линию, объективно направленную на перекрытие одного из каналов расхищения природных богатств региона.
Подводя итог деятельности Никиты Никитича Демидова в Берг-коллегии, можно отметить: задачи, которые перед ним ставились, в тех случаях, когда это было возможно, Демидовым решались и решались вполне успешно. Расставание Демидова с Берг-коллегией было обусловлено не претензиями к выполнению им своих основных обязанностей. Сохранение исторически сложившегося привилегированного режима для мелкого частного производителя в условиях прогрессирующего истощения природных ресурсов противоречило и экономическим реалиям и здравому смыслу. Ведомство, на службе в котором стоял Демидов, пыталось этот анахронизм ликвидировать. Ведомство, в ведении которого находились оружейники, заинтересованное в максимальной их поддержке, довольно успешно саботировало эти усилия. Не вина Демидова, что он не сумел преодолеть сопротивление Тульской оружейной конторы, в конечном счете — артиллерийского ведомства.
Осознавая это, Берг-коллегия достаточно долго оценивала деятельность Никиты Никитича Демидова вполне положительно. Консолидированные и хорошо защищенные поддержкой курировавшего их ведомства железного дела промышленники Тульской оружейной слободы оказались для него единственным орехом «не по зубам» — с прочими металлопромышленниками он справлялся вполне успешно. Больше того, в ситуациях, когда к Демидову возникали претензии других ведомств, Берг-коллегия пыталась по мере возможности защитить своего сотрудника. В уходе Демидова из Берг-коллегии сыграли роль отнюдь не служебные упущения. Соблюдая государственный интерес, Демидовы (Н. Н. в их числе) не забывали и про свой собственный. Иногда — балансируя на грани допущенного законом.
Так оказалось, что в части десятинного сбора к собственному и чужим заводам Демидов применял существенно разные стандарты.
Переломным для отношений между Н. Н. Демидовым и Берг-коллегией явился рубеж десятилетий. В 1729 году после переезда коллегии в Москву было решено отправить её представителей в районы наибольшего развития частной металлопромышленности. Фактически это была первая попытка проверить на местах достоверность сведений, сообщавшихся ей заводчиками. В Тульскую провинцию отправились сам президент коллегии Зыбин и асессор Телепнёв. Им удалось уличить в обмане Н. Н. Демидова и Меллеров. В частности, сообщенный первым год начала работы Дугненского завода (дата, важная для определения времени начала начисления налога) не совпал со сведениями в сказках опрошенных мастеровых. Не подтвердились и данные по заводам Меллеров. Следствие, впрочем, не было закончено в связи с произошедшей через год ликвидацией Берг-коллегии.
В 1733 году заводы Никиты Никитича Демидова попали под новую, на этот раз всеобщую проверку, проведенную силами Коммерц-коллегии. Среди уличённых обследовавшим предприятия Центрального металлургического района асессором В. Васильевым оказался и Н. Н. Демидов. Нет сомнения в том, что по некоторым позициям претензии ревизора были необоснованными. Но столь же очевидна и основательность других его обвинений. Хотя по большинству пунктов Демидову удалось оправдаться, от должности он был отстранён. Сыграло роль и то, что проверка той же комиссией уплаты налога мелкими производителями показала, что металлурги из числа тульских оружейников, как не платили десятины и таможенных сборов, так продолжали их не платить и в 1734 году. Демидов с расходными и приходными книгами был вызван в контору Коммерц-коллегии для сдачи дел новому десятинному сборщику прапорщику Меркулу Филисову. В дальнейшем тульской конторой десятинного сбора руководили офицеры артиллерийского ведомства.
Финансовые отношения Демидовых с казной были чрезвычайно запутанными и оставались таковыми на протяжении десятилетий. Каждая из сторон в этом конфликте, по временам обострявшемся, искренне считала себя правой. Претензии к казне (в связи с внеочередными принудительными поставками, несвоевременной оплатой поставленной продукции, отказами от приема заказанного) давали Демидовым моральное право на поступки достаточно резкие, не вписывающиеся в иконные образы последовательных радетелей государственной пользы. Наибольшего масштаба подобные конфликты достигали в отношениях между казной и Акинфием Демидовым. Его младший брат, как государственный служащий, старался собственные отношения с государственными учреждениями не обострять. Кроме того он в меньшей степени был связан с поставками в казну, чем Акинфий, на протяжении десятилетий расплачивавшийся ими за приписку к Невьянскому заводу нескольких близлежащих слобод.
Фактом оценки государственного значения деятельности Н. Н. Демидова явилось пожалование ему чина статского советника. Оно состоялось в 1742 году, когда брат Акинфий, к тому времени уже имевший этот чин, был произведен в ранг на ступеньку выше: в действительные статские. Оба пожалования Демидовых этого года имели одинаковую мотивировку: «за тщательное произведение и размножение железных и медных заводов». К этому времени с момента оставления Никитой Никитичем службы по горному ведомству прошло уже восемь лет, она стала забываться. Да и в расставании Демидова с государственной службой были детали, о которых, возможно, не хотелось напоминать. Наконец, несколько лет уже не существовало самой Берг-коллегии: сначала её влили в Коммерц-коллегию, после поручили принадлежавшие ей дела Генерал-берг-директориуму.

### После берг-коллегии
Оставив Берг-коллегию, он снова стал обыкновенным партикулярным (частным) металлопромышленником. Во второй трети столетия Никита Никитич построил ещё несколько заводов. В 1739 году он купил Ромодановскую волость, в которой, на реке Вырке, в 7 верстах от Калуги, по разрешительному указу от марта 1740 года, пустил небольшой передельный Выровский завод. Августовский указ 1754 года о ликвидации мануфактур, расположенных в 200-вёрстной зоне вокруг Москвы, поставил под удар сразу два его предприятия — заводы Дугненский и Выровский. Опасаясь неблагоприятного развития событий, Демидов построил в Европейской части России два новых передельных завода: Людиновский в Брянском уезде на реке Ломпадь (пущен в ноябре 1756) и Есенковский в Мещовском уезде на реке Сентец (пущен в 1757). Но Дугненский и Выровский заводы ему также удалось сохранить.
Эксплуатация крепостных крестьян, занятых в хозяйстве Демидова, была весьма тяжелой, а меры управления ими отличались жестокостью. Что неоднократно приводило к ряду возмущений среди рабочих.
Несмотря на сопротивление отца и брата Акинфия, Никите Никитичу в конце концов удалось проникнуть и на Урал. За Шайтанским заводом, пущенным в 1732 или 1733 году, последовали построенные им Верхнесергинский (1743) и Нижнесергинский (1744) заводы. В 1751 году у екатеринбургского купца (выходца из Тулы) Я. Коробкова он купил железный Каслинский завод (в конце 50-х гг. ставший и медеплавильным). Позднее построил и в 1757 году пустил Кыштымский завод в Исетской провинции. В общей сложности Демидов построил или приобрёл 11 заводов. Этот результат скромнее, чем достигнутый Акинфием (18 заводов), но по замечанию Н. И. Павленко, учитывая, что Никите Никитичу «пришлось самому создавать производственную базу на Урале и преодолевать сопротивление своих ближайших родственников, … его успехи следует признать значительными».
Никита Никитич Демидов владел домами в Туле, в Петербурге, Москве, на своих уральских заводах. Тульский его дом находился в Оружейной слободе, в приходе, по-видимому, Николо-Зарецкой церкви.
В Петербурге по указу Анны Иоанновны в 1735 года ему был отведен участок на Английской набережной, в связи с чем его самого для постройки дома велено было, сыскав, выслать в столицу. Впоследствии этот дом несколько раз продавался внутри семьи.
Дом Никиты Никитича в старой столице в 1752 году находился «за Москвою-рекою, у Живого мосту, в приходе церкви Божии Софии Премудрости». Из нескольких московских церквей с таким посвящением в данном случае подходит единственная — в Средних Садовниках (на Софийской набережной).

## Семья и потомки
Никита Никитич Демидов был женат на Анастасии Герасимовне, представительнице заметного в Туле купеческого рода Постуховых. У него было пять сыновей: Василий (1707—1738?), Евдоким (1713—1782), Иван (1725—1789), Никита (1728—1804), Алексей (1729—1786). Ближайшим помощником отца в управлении заводами был Евдоким, от которого сохранилось немало толково составленных документов.